# Заамін (футбольний клуб)
Футбольний клуб «Заамін» (Заамін) або просто «Заамін» — професійний узбецький футбольний клуб з міста Заамін Джиззацької області.

## Історія
Футбольний клуб «Заамін» було засновано у 2004 році в містечку Заамін Джиззацької області. З 2005 року команда виступала у Другій лізі. В 2011 році ФК «Заамін» здобув перемогу у фінальній частині Другої ліги.
З 2012 року команда виступає у Першій лізі.

## Досягнення
- Перша ліга Узбекистану
  - 8-ме місце (1): 2014

- Друга ліга Узбекистану
  -  Чемпіон (1): 2011